# État d'urgence en Turquie
L’état d'urgence en Turquie (en turc : olağanüstü hâl, abrégé OHAL) est un ensemble de dispositions législatives exceptionnelles actuellement définies dans la Constitution turque de 1982.

## Application
L'état d'urgence est instauré le 20 juillet 2016 à la suite de la tentative de coup d'État de juillet 2016. Il sera levé le 18 juillet 2018.

## Analyses
La Ligue des droits de l'homme et d'autres organisations non-gouvernementales émettent en août 2016 un communiqué commun dans lequel elles se disent « extrêmement préoccupées » par les mesures rendues permises par l'état d'urgence dans la mesure où celles-ci, suivant déjà un « contexte de graves violations des droits humains et de l’État de droit par les autorités turques », « [permettent] au président et au Conseil des ministres de gouverner par décret, sapant ainsi les principes démocratiques [et suspendent] également « en tout ou en partie » l’exercice des droits humains et des libertés fondamentales, y compris les obligations de la Turquie en vertu de la Convention européenne des droits de l’Homme. ».